# Calliandra taxifolia
Calliandra taxifolia är en ärtväxtart som först beskrevs av Carl Sigismund Kunth, och fick sitt nu gällande namn av George Bentham. Calliandra taxifolia ingår i släktet Calliandra och familjen ärtväxter. Inga underarter finns listade i Catalogue of Life.